# Bábismus

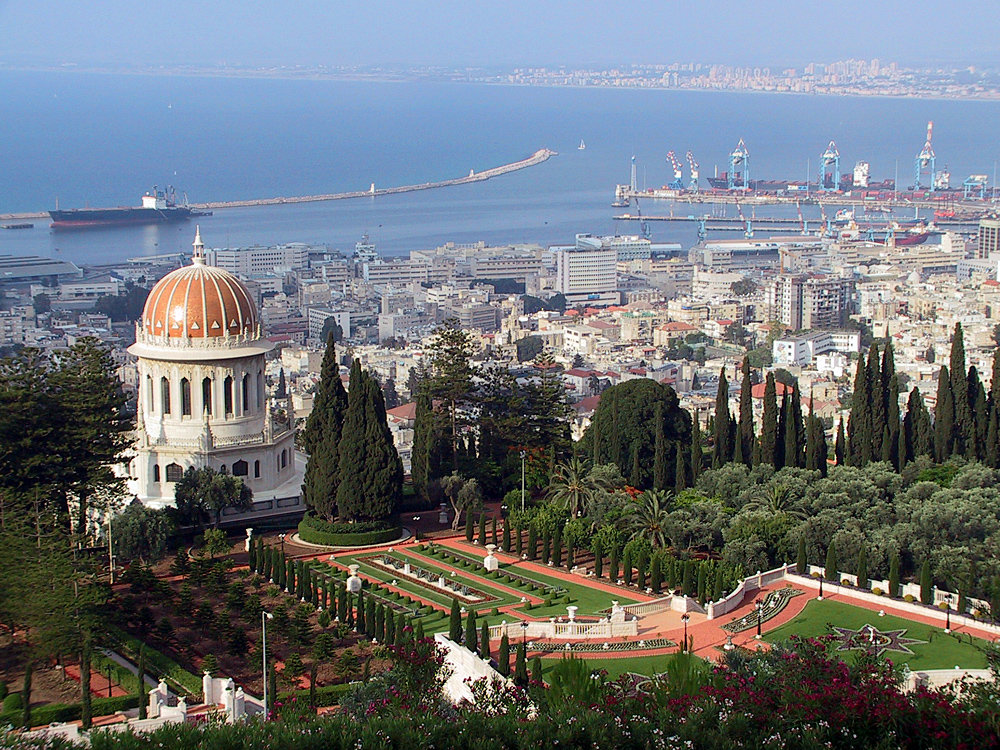
Svatyně Bába, v níž jsou uloženy jeho ostatky je součástí komplexu budov a zahrad zapsaných na seznam UNESCO Bahá’í světového centra v Haifě v Izraeli

Bábismus (persky بابیه‎, bábíjja) je mesianistické hnutí a abrahámovské monoteistické náboženství založené Sajjidem Alím Muhammadem aš-Šírázím, známým jako Báb, které se rozvíjelo na území Persie mezi lety 1844–1852 a poté se rozšířilo do Osmanské říše, nejprve do Baghdádu a následně také na Kypr. Zakladatele jeho stoupenci považovali nejprve za bába (doslova „brána“), odtud pochází nejznámější označení "Báb", a později za samostatného proroka a nositele nového zjevení, titulovaného jako Prvotní Bod (arabsky نقطة الأولى‎, nuqtatu l-'ulá). Báb je pojem, který pochází z ší'itského islámu a označuje zprostředkovatele („bránu“) mezi 12. imámem, který podle tradice přijde v soudný den, a běžnými muslimy. Právě Sajjid Alí Muhammad se označil za tohoto bába a jeho následovníci se začali označovat jako bábí.

## Učení
Ústředním tématem a hlavním účelem Bábova učení bylo připravit se na blízký příchod Božího posla, který bude Bába mnohonásobně převyšovat a který se brzy objeví. Báb znamená doslova „bránu“ vedoucí k tomuto dalšímu Božímu Projevu a označení bábí znamená toho (stoupence), kdo je spojený s Bábem. V Bayánu (čti Baján), svém hlavním spise, zrušil určité náboženské zákony a nahradil je novými.
Bábovo dílo lze rozdělit do tří částí podle pozice, kterou připisoval sobě samotnému. V první fázi, která byla bábismem v pravém slova smyslu, se ohlašoval jakožto báb (brána) skrytého dvanáctého imáma, Muhammada al-Mahdího, který se narodil v 8. století našeho letopočtu a podle ši'itské víry je stále naživu a skrývá se. Nejvýznamnějším dílem tohoto období je Qajjúmu l-Asmá' (arabsky قيوم الأسماء‎), obsáhlý text v arabském jazyce rozdělený do 111 súr ve stylu Koránu, z nichž každá je vedena jako komentář k jednomu verši koránské súry Jusúf. Toto dílo bylo napsáno v roce 1844 a pojí se s rozpoznáním Bábova daru zjevovat verše od Boha prvním člověkem: Bábovým prvním následovatelem Mullou Husajnem, kterému byl na základě toho udělen titul Prvního Písmene Živého (arabsky حرف الحي‎, hurúfu l-hajj).
Ve druhé fázi ohlašoval Báb příchod samotného dvanáctého imáma ve svojí osobě a nazýval se titulem Qá'im ("Ten, který přichází", arabsky قائم‎). Toto období trvalo velmi krátce, protože Báb se záhy prohlásil samostatným prorokem přinášejícím nové, nezávislé zjevení, které nahrazuje původní zjevení Muhammadovo. Jakožto Prvotní Bod napsal Báb celou řadu textů, a to přesto, že byl uvězněn v pevnosti Makú. Nejdůležitější z nich jsou dva texty nazývané "Bayán", totiž Arabský Bayán (persky بیان عربی‎, baján-i-'arabí) a Perský Bayán (persky بیان فارسی‎, baján-i-fársí). Jde o vrcholné dílo Bába, jež nese silné numerologické prvky. Bayán měl celkově obsahovat 19 jednot (váhid), každá o 19 bránách (báb), jež dohromady reprezentují postupnou manifestaci Boží jednoty (váhid, arabsky واحد‎, wáhid, číselná hodnota písmen je 19) v podobě všech věcí (arabsky كل شيء‎, kullu šajj, číselná hodnota písmen je 19 × 19 = 361). Nicméně z důvodu předčasné smrti Bába zůstali oba Bayány nedokončené.

## Ohlas
Změny, které zavedl, byly tak revoluční, že vyvolaly silnou opozici ze strany muslimského duchovenstva i šáha vůči tomuto učení, které hlásalo např. rovnoprávnost mužů a žen. Stoupenci Bába byli veřejně mučeni a vražděni tím nejstrašnějším způsobem. Samotný Báb byl zatčen a v roce 1850 veřejně popraven v Tabrízu. Někteří jeho následovníci pak byli nuceni odejít do exilu.

## Vývoj po Bábově smrti
Před svojí smrtí svěřil Báb hnutí do rukou svého mladého následovatele, teprve devatenáctiletého Mírzy Jahjá Núrího. Jahjá, známý mezi bábisty pod tituly Azal (Věčný), Vahíd (Jediný), Thamara (Ovoce) a později zejména Subh-i-Azal (Ráno Věčnosti, persky صبح ازل‎, subh-i-azal, arabsky صبح الأزل‎, subhu l-azal), byl pověřen, aby chránil sebe samotného, poté to, co bylo zjeveno v Bayánu, a následně to, co bude zjeveno jemu samotnému.
Z důvodu důrazného příkazu, ať chrání vlastní osobu, zřejmě vydaného proto, aby bábistické hnutí nepřišlo opět o další zdroj zjevení, se Jahjá Azal držel v ústraní, a jmenoval v souladu s Bábovou vůlí svoje nejbližší věrné spoluvěrce jako tzv. "svědky Bayánu", prostředníky mezi ním a komunitami bábí věřících v různých oblastech Iráku a Íránu. Sám udržoval kontakt s vnějším světem zejména s pomocí svých bratrů, Mírzy Husajna 'Alího Núrího a Mírzy Músy Núrího. Více než o deset let starší Mírza Husajn 'Alí Núrí, zvaný Bahá’u’lláh (arabsky بهاء الله‎, bahá'u lláh, Sláva Boží), byl pověřen Bábem, aby na Azala, který byl v době Bábově smrti nezletilý, dohlížel, a stal se faktickým vůdcem společenství.
V roce 1864 se Bahá’u’lláh prohlásil za přislíbeného Posla Božího, kterého měl Báb zvěstovat, a došlo tak ke vzniku nového náboženství – Bahá'í („bahaismus“). Báb sice výslovně uváděl, že jeho zřízení bude mít omezená trvání jen do doby než se objeví nový boží posel. To však ani zdaleka neznamenalo absolutní konec bábí víry jako takové, neboť někteří stoupenci v čele s Jahjá Azalem odmítli nového proroka přijmout a zůstali věrni své původní víře.

## Bábismus v českých zemích
Zabíjení a mučení Bábí / Bahá’í věřících si všímá přední obrozenecký spisovatel Jan Neruda, který se o tomto tématu zmiňuje ve fejetonu Persie publikovaném v Národních listech roku 1873 a dalších svých spisech – Menší cesty (1894) a Studie výstavní.
Úryvky z Perského Bayánu
Bůh miluje ty, kdo jsou čistí. Nic v Bajánu a před zrakem Božím není milováno více než čistota a neposkvrněná počestnost....
Bůh si netouží vidět ve Zřízení Bajánu, jakoukoli duši připravenu o radost a zářivé nadšení. On vskutku touží po tom, aby se za všech okolností mohli všichni zvnitřku i zvnějšku ozdobit takovou čistotou, že nepřivodí odpor ani sobě samým, o kolik méně pak druhým. V,14 str.80
Nejpřijatelnější modlitba je taková, která se vykoná s nejvyšší duchovností a zářivým nadšením. Bůh nemiloval a nemiluje, aby trvala příliš dlouho. Čím je modlitba odpoutanější a čistší, tím přijatelnější je v přítomnosti Boží. str. 77–78
Není vznešenějšího ráje v úsudku věřících v Boží Jednotu než poslouchat Boží přikázání a není prudšího ohně v očích těch, kteří znají Boha a Jeho znamení, než překračovat Jeho zákony a utlačovat jinou duši, byť i do míry hořčičného semínka. O Dni Vzkříšení bude Bůh v pravdě soudit všechny lidi, a vpravdě my všichni prosíme o Jeho milost. Str. 80
Je lepší vést jedinou duši než vlastnit vše, co je na zemi, neboť po dobu, kdy je tato vedená duše pod stínem Stromu Boží Jednoty, budou ona i ten, kdo ji vedl, příjemci něžného milosrdenství Božího, kdežto vlastnictví pozemských věcí skončí v čase smrti. Stezka vedení je stezkou lásky a soucitu, nikoli násilí a donucování. Toto byla Boží metoda v minulosti, a tak tomu bude i v budoucnosti! On způsobuje, aby ten, který se mu zlíbí, vstoupil do stínu Jeho Milosrdenství. Vpravdě, On je Nejvyšší Ochránce, Nadevše Štědrý.
Není nádhernějšího ráje pro jakoukoli duši než se obrátit k Božímu Projevu v Jeho Dni, slyšet Jeho verše a věřit v ně, dospět do Jeho přítomnosti, která není ničím, než přítomností Boží, plout na moři nebeského království Jeho spokojenosti a okusit vybraných plodů ráje Jeho boží Jedinosti. str. 77

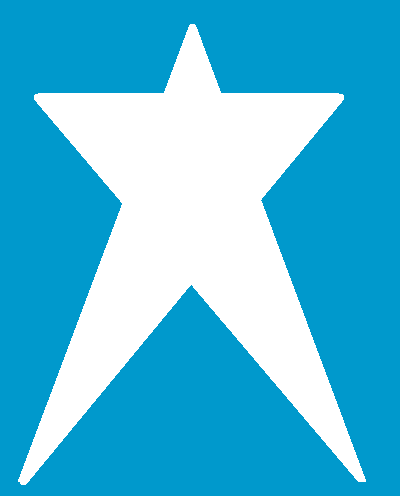
Znak bábismu